# Bromma socken, Uppland

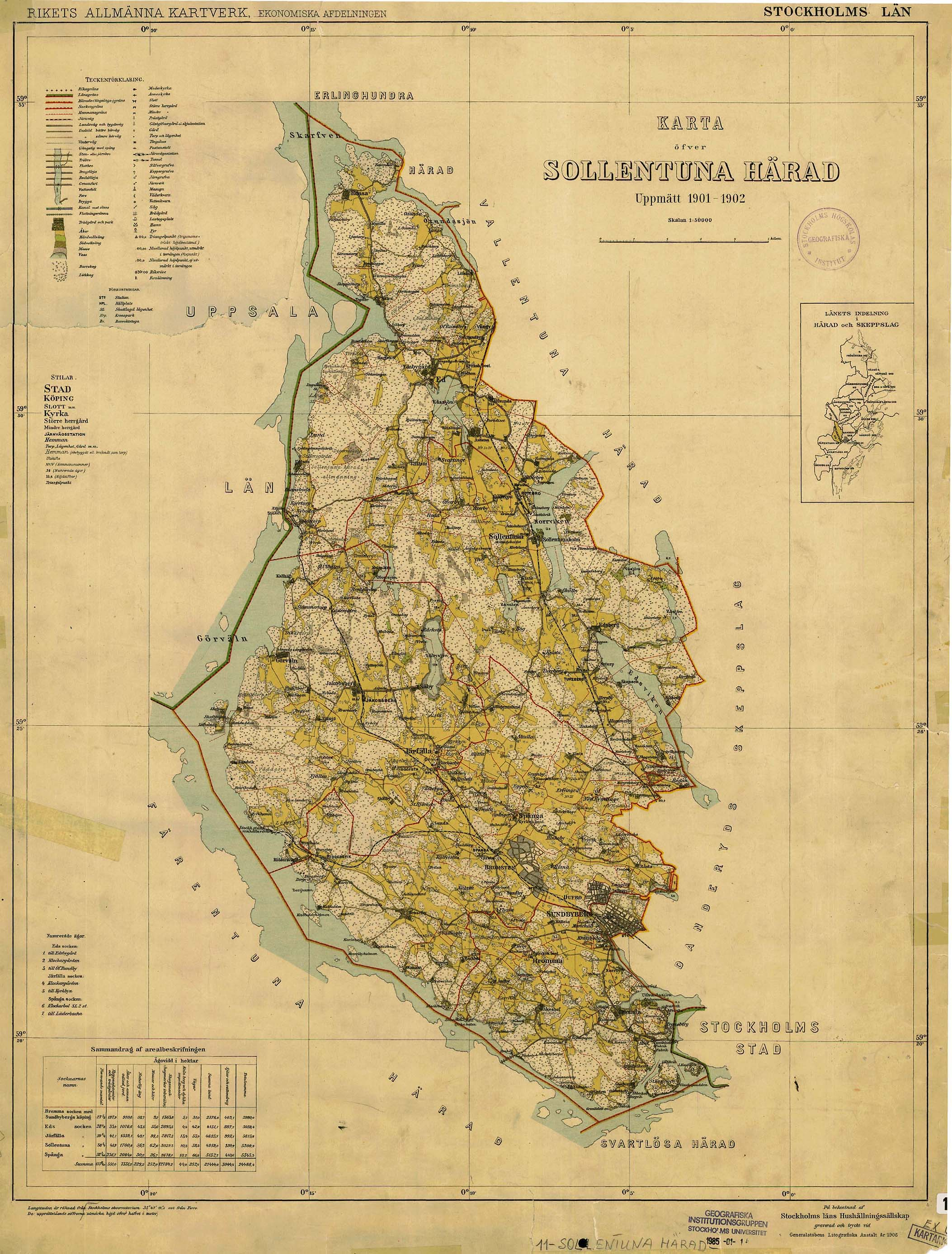
Sollentuna härad 1901

Bromma socken i Uppland ingick i Sollentuna härad, uppgick 1916 i Stockholms stad, och området är sedan 1971 en del av Stockholms kommun och Sundbybergs kommun, från 2016 inom Bromma, Västerleds, Essinge och Sundbybergs distrikt.
Socknens areal var 25,05 kvadratkilometer land (1903).  År 1903 fanns här 2 220 invånare, där Sundbybergs köping med 3 031 inte inräknats. Sockenkyrkan Bromma kyrka ligger i socknen.

## Administrativ historik
Bromma socken omtalas i skriftliga handlingar första gången 1314 ('De Brumum'). Bromma kyrkas äldsta delar dateras till slutet av 1100-talet.
Vid kommunreformen 1862 övergick socknens ansvar för de kyrkliga frågorna till Bromma församling och för de borgerliga frågorna till Bromma landskommun. 1888 bröts Sundbybergs köping ut ur landskommunen där även då området Råsten ingick som 1 januari 1885 överförts från Solna socken till Bromma. Bromma landskommun inkorporerades 1916 i Stockholms stad. Ur församlingen utbröts 1 maj 1909 Sundbybergs församling och 1955 Västerleds församling och Essinge församling
1 januari 2016 inrättades distrikten Bromma, Västerled, Essinge och Sundbyberg, med samma omfattning som motsvarande församlingar hade 1999/2000, och vari detta sockenområde ingår.
Socknen har tillhört län, fögderier, tingslag och domsagor enligt vad som beskrivs i artikeln Sollentuna härad. De indelta soldaterna tillhörde Livregementets dragonkår, Livskvadronen, Livkompaniet. De indelta båtsmännen tillhörde Södra Roslags 2:a båtsmanskompani.

## Geografi och natur
Bromma socken ligger väster om Stockholm med Mälaren i sydväst, söder och sydost där Ulvsundasjön ligger i öster och Bällstaviken med Bällstaån i nordost. Sjöarna Lillsjön Judarn och Kyrksjön ligger i socknen. Socknen är en slättbygd i norr och kuperad skogsbygd i söder.
Det finns tre kommunala naturreservat i socknen. Igelbäcken som delas med Spånga socken i Stockholms kommun och Solna socken i Solna kommun ligger i Sundbybergs kommun medan Judarskogen och Kyrksjölöten hör till Stockholms kommun.
Det har funnits fem sätesgårdar i socknen: Ulvsunda slott, Åkeshovs slott, Stora Ängby (säteri), Ålstens gård och Smedslättens gård.

### "Beskrifning öfver Bromma Socken år 1825"
I Carl G. af Forsells bok Beskrifning öfver Bromma Socken År 1825 (Med "tillägg" 1843) beskrivs Bromma socken
- Belägenhet och Storlek. "Denna Socken är belägen uti Landskapet Upland, i Sollentuna Härad och Stockholms län; den gränsar i Norr till Spånga och i Öster till Solna Socken, samt i Söder och Väster omgifves den af Sjön Mälaren. Den är i S.O. och N.V. 12,000 alnar lång, samt i S.V. och N.O. 10,000 alnar, och håller i vidd 5/23:dels qvadratmil."

- Invånare. "År 1825 utgjorde folkmängden i Bromma Socken, enligt Kronofogdens uppgift, 597 personer, af hvilka 179 mankön och 190 qvinkön voro mantalsskrifne, samt 120 man- och 96 qvinkön befriade, men, enligt Presterskapets anteckningar, utgjordes folkstocken af 656 personer; ...deraf voro 304 mankön och 352 qvinkön. ...Enligt äldre anteckningar utgjorde folkmängden i Socknen år 1720, 1.004 personer, hvarefter den så småningom aftog till år 1780, då den bestod endast af 340 personer. Sedan denna tid har den återigen ökats."

## Befolkningsutveckling
Befolkningen ökade från 437 år 1810 till 4 684 år 1910 innan socknen uppgick i Stockholms stad 1916.

## Namnet
Namnet (1344 Brumum) kommer från en tidigare kyrkby. Namnet har en oklar tolkning men kan innehålla brumma, 'plats för lövtäkt'. Alternativt har föreslaget att namnet syftar på en sjö eller vik som givits ljudliknande namn, då brumma.